# Żleb Zaruskiego

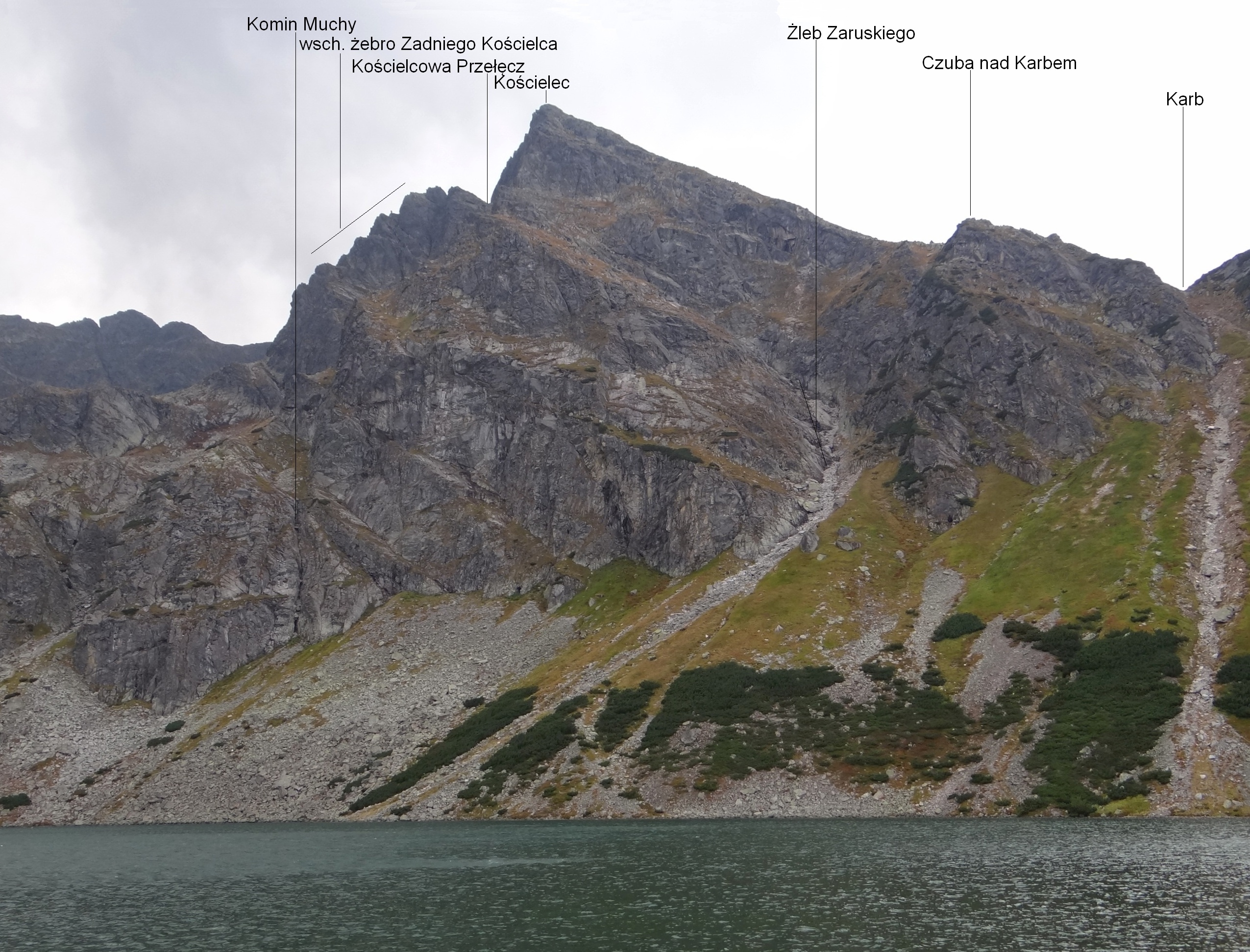
Widok znad Czarnego Stawu

Żleb Zaruskiego – żleb na wschodniej ścianie masywu Kościelców w polskich Tatrach Wysokich. Opada spod wschodniej ściany Kościelca w północnym kierunku, niżej zakręcając na wschód. Na dolnym odcinku jest głęboko wcięty między wschodnią grań Kościelca a Czubę nad Karbem. Uchodzi na piargi nad brzegiem Czarnego Stawu.
Nazwę żlebu nadano dla uczczenia Mariusza Zaruskiego, założyciela TOPR-u. Zimą 1911 r. M. Zaruski i Stanisław Zdyb wyszli na Kościelca i jako pierwsi zjechali z niego na nartach. Nie zjeżdżali jednak Żlebem Zaruskiego, lecz tą samą drogą, którą wychodzili – przez Karb.
Pierwsze przejście Żlebem Zaruskiego: L. Barabasz w 1908 r. w czasie 1 h 15 min, stopień trudności 0+ w skali trudności UIAA.
Obecnie czasami Żlebem Zaruskiego wspinają się taternicy, szczególnie zimą, gdy pogoda uniemożliwia trudniejsze wspinaczki. Czasami zjeżdżają też nim narciarze. Michał Kowalski tak ocenia ten zjazd: Jeden z najbardziej klasycznych i najpiękniejszych trudnych zjazdów w rejonie Hali Gąsienicowej.

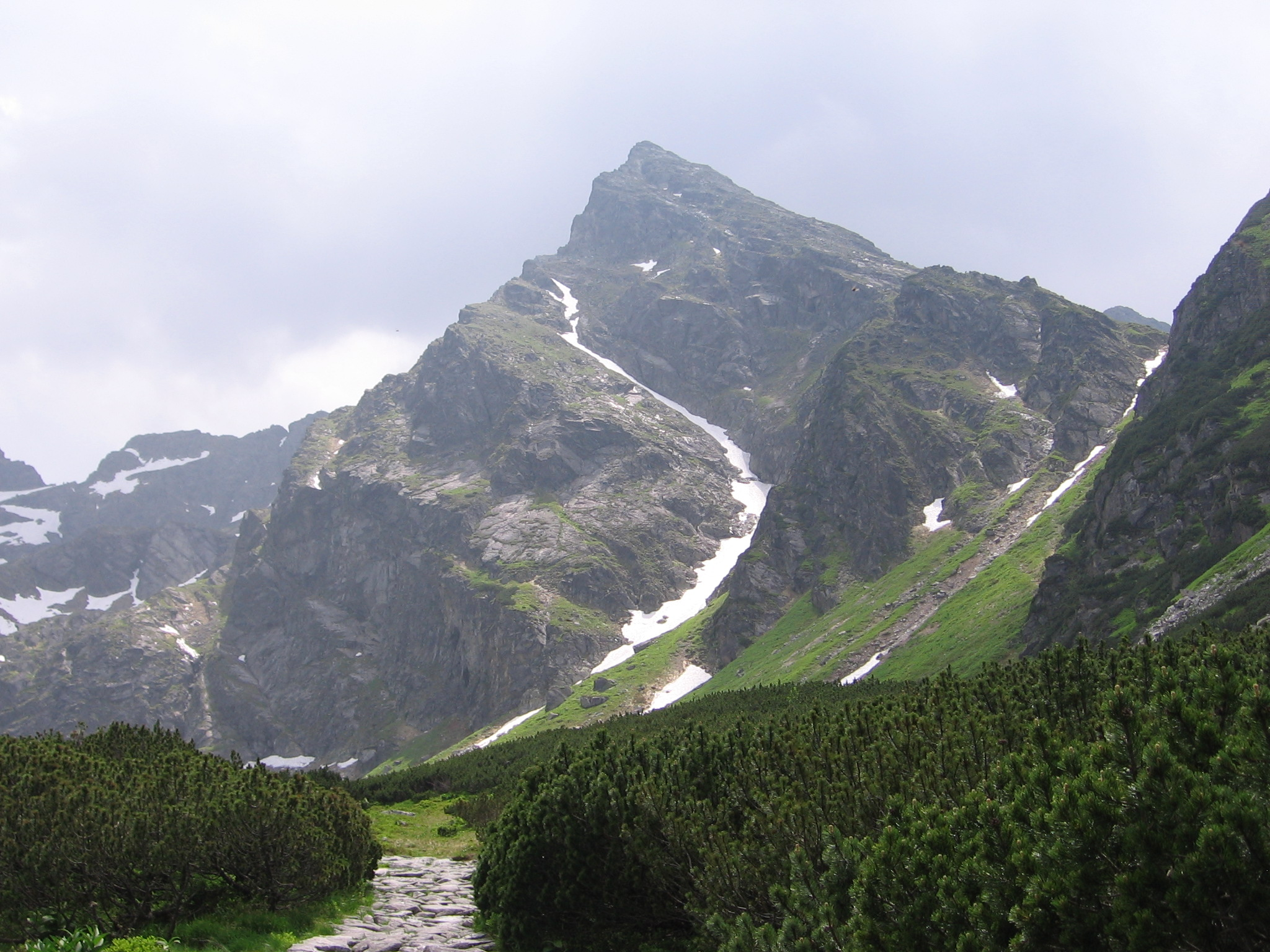
Widok ze szlaku na zaśnieżony Żleb Zaruskiego